# Obârșia (okręg Bacău)
Obârșia – wieś w Rumunii, w okręgu Bacău, w gminie Izvoru Berheciului. W 2011 roku liczyła 234 mieszkańców.